# 富士奇蹟
富士奇蹟，是日本純種競賽馬匹。生涯活躍於一哩及中距離賽事，曾勝出1994年朝日盃三歲錦標及1995年彌生賞。
作為名種馬週日寧靜的首批子嗣，其成功為父系斬獲子嗣首個一級賽冠軍，而且於生涯四戰無敗，因而於當時被稱為「週日寧靜的最高傑作」（サンデーサイレンスの最高傑作）。

## 出賽前
1992年4月15日出生於北海道千歲市社台牧場，成長途中被馬主齊藤四方司購入。
其後交由栗東訓練中心練馬師渡邊榮訓練。

## 競賽生涯

### 3歲（現2歲）
1994年8月20日出戰新潟競馬場3歲新馬戰，雖然於比賽初段隨即因為大漏閘而落後，但迅速調整過後於最後方位置逐步推進。進入直路後，其繼續發力迫近前方賽駒，最終超越對手後繼續衝刺，以帶離馬群獨走下以8馬位優勢取得首勝。
為了防止過度消耗狀態，其於夏天未有繼續出戰賽事，稍為調整後於10月出戰公開賽紅葉錦標。比賽開始後，其於中團位置徐徐推進，通過第三彎道時候發力加速進佔前方位置。進入直路後，其於騎師角田晃一未有任何指揮的情況下經已順利加速衝出，最終於輕鬆的姿態下以1 1/4馬位優勢戰勝來年東京優駿（日本打吡）冠軍Tayasu Tsuyoshi，同時以1分35.5秒的時間打破阪神競馬場草地1600米跑道3歲記錄。
12月11日出戰一級賽朝日盃三歲錦標，由於此前兩場賽的優秀表現，其以1.5倍的獨贏賠率成為大熱門。比賽開始後，其以先行戰術展開賽事，一直維持於約莫第五的位置推進，於最後彎道開始透出進佔先機。進入直路後，其隨即次月其他對手取得領先，雖然於末段時被後方衝出的Ski Captain迫近，但繼續加速下成功壓制對手，最終以頸位優勢取得首個一級賽勝利，同時亦為父系週日寧靜子嗣中的首個一級賽冠軍。
年末，由於其以無敗的姿態勇奪一級賽冠軍，因而於評選中以全票172票取得最佳3歲雄馬殊榮。

### 4歲（現3歲）
1995年其決定以彌生賞作為首戰，比賽初段面對前方領放馬Teruno Shingeki做出的慢步速，其選擇緊咬對手逐步推進，並於第三彎道時候迅速發力取代隨手成為領先的賽駒。進入直路後，其仍然可以維持穩定的走勢逐步加速，嘗試擺脱後方追擊的Hokkai Rousseau。最後100米，其成功進入全速狀態並一舉爆發，瞬間彈離對手下取得明顯的優勢，最終拉開對手2 1/2馬位取得四連勝。
贏得彌生賞後，其原定計劃前往經典三冠首關皋月賞，然而3月24日左前腳出現肌腱炎，預計需要1年才可完全康復，最終於陣營各人士的討論後，決定安排其退役。

### 詳細賽績
| 日期       | 舉辦國家 | 馬場 | 距離   | 級別 | 賽事名稱       | 負重 | 騎師     | 馬號 | 出馬 | 名次 | 時間   | 頭馬（二馬）        |
| ---------- | -------- | ---- | ------ | ---- | -------------- | ---- | -------- | ---- | ---- | ---- | ------ | ------------------- |
| 20/8/1994  | 日本     | 新潟 | 草1200 |      | 3歲新馬        | 53   | 蛯名正義 | 2    | 8    | 1    | 1:09.8 | （Shell Queen）     |
| 8/10/1994  | 日本     | 阪神 | 草1600 | OP   | 紅葉錦標       | 53   | 角田晃一 | 7    | 9    | 1    | 1:35.5 | （Tayasu Tsuyoshi） |
| 11/12/1994 | 日本     | 中山 | 草1600 | GI   | 朝日盃三歲錦標 | 54   | 角田晃一 | 1    | 10   | 1    | 1:34.7 | （Ski Captain）     |
| 5/3/1995   | 日本     | 中山 | 草2000 | GII  | 彌生賞         | 55   | 角田晃一 | 9    | 10   | 1    | 2:03.7 | （Hokkai Rousseau） |

## 退役後
退役後，富士奇蹟成為了配種馬，於北海道早來町（今安平町）社台Stallion Station休養，在1995年進行配種。首批子嗣於1996年出生，可於1998年出賽。2000年1月9日，大德之都在新山紀念取勝，成為首匹勝出分級賽的子嗣。2005年7月13日，雷神精靈於日本泥地打吡取勝，成為首匹勝出一級賽的富士奇蹟子嗣。2005年11月26日，雷神精靈於日本盃泥地大賽取勝，成為首匹勝出中央一級賽的富士奇蹟子嗣。
1998年，其於日本配種季結束後，前往澳洲作為穿梭種馬配種。
2013年，其因一直受到腰部疼痛的影響，因而由配種馬退役，繼續於社台Stallion Station以功勞馬身份進行養老生活。
2015年12月28日，其因頸椎損傷死亡，享年23歲。

### 主要子嗣

#### 一級賽優勝子嗣
粗體字為一級賽
2002年生
- 雷神精靈（麒麟錦標、日本泥地打吡、打吡大獎賽、兩次日本盃泥地大賽、二月錦標、東京大賞典、川崎紀念、水星盃）

2003年生
- 戀曲（皇后盃、維多利亞一哩賽）
- 精雕微琢（絲路錦標、高松宮紀念）
- Grace Tiara（雪絨花賞、全日本兩歲優駿、兵庫冠軍錦標）
- 拳壇奇蹟（函館短途錦標、天鵝錦標、兩次阪神盃、海洋錦標、兩次高松宮紀念）
- 陽光經典（ 戴安娜錦標、  開普敦雌馬堅尼、 馬略卡錦標、 胡拉芬頓2200錦標、 杜拜司馬經典賽）

2004年生
- 亞洲之風（阪神牝馬錦標、維多利亞一哩賽）

2007年生
- 野田尚城（每日盃、NHK一哩賽）

2008年生
- 瑞士名錶（東京體育盃兩歲錦標、彌生賞、京王盃春季盃、一哩冠軍賽、中京紀念）

2009年生
- 真誠少女（絲路錦標、兩次維多利亞一哩賽、短途馬錦標）

2011年生
- 明媚島（東京體育盃兩歲錦標、共同通信盃、皋月賞、聖烈特紀念、讀賣盃、阪神盃）

#### 分級賽優勝子嗣
1996年生
- Tosho Andre（中日新聞盃）
- Air Pierre（佐賀紀念）

1997年生
- 大德之都（新山紀念、春季錦標、鳴尾紀念、兩次京都金盃）
- Grand Pas de Deux（中日新聞盃）
- Mitsuwa Top Lady（皇后錦標）

1998年生
- Tenshino Kiseki（妖精錦標、人馬錦標）
- Demolition Man（新潟跳欄錦標）

1999年生
- Kitasan Hibotan（夢幻錦標）
- Osumi Cosmo（關屋紀念、中山牝馬錦標、福島牝馬錦標）

2000年生
- Wana（新潟兩歲錦標）
- 富士寧靜（東京新聞盃）

2001年生
- 名將金像（花仙錦標、福島牝馬錦標）
- 女神之路（函館短途錦標）
- 玉藻精英（天鵝錦標、絲路錦標）

2002年生
- Yumeno Shirusi（新潟紀念）

2003年生
- （如月賞、神戶新聞盃）

2004年生
- Piena Venus（皇后錦標）
- 天涯海角（人馬錦標、絲路錦標）
- Golden Dahlia（新潟大賞典）

2005年生
- F T Maia（新潟兩歲錦標）
- Subject（日經電台盃兩歲錦標）

2006年生
- De Gratia（小倉兩歲錦標）
- Basel River（阪神春季跳欄賽）

2007年生
- 富士神明（新潟兩歲錦標、關東橡樹大賽）
- Miracle Legend（女皇賞、海洋盃、女帝盃）

2008年生
- Admire Sagace（北海道短途盃）
- Colorful Days（關東橡樹大賽）

2009年生
- 東寶殷紅（CBC賞）
- Straw Hat（麒麟錦標）
- 光明前途（獵鷹錦標、京都錦標）

2010年生
- 飛馬星（共同通信盃）
- 玉藻至尊（如月賞）

2011年生
- Delightful（京都跳欄錦標）
- 野薔薇（春季錦標、阪神盃）

## 血統簡介
父系週日寧靜是美國三冠賽雙冠馬，退役後在日本配種，在日本馬壇相當成功，贏得多項分級賽事，其子嗣贏得巨額獎金，連續12年成為日本冠軍種馬。祖父Halo爲美國賽駒，曾贏得一級賽冠軍，爲美國冠軍種馬。
母系Millracer為美國出生的美國及英國賽駒，生涯戰績尚可，曾於一級賽Beldame錦標中跑獲殿軍。外祖父Le Fabuleux爲法國賽駒，生涯戰績彪炳，曾勝出法國打吡、雷鵬錦標、聖格盧準則大賽及魯力斯大賽等賽事。

### 血統表
| 父線：週日寧靜系（Halo系）        |                                 |                 |                |
| 種馬 週日寧靜 1986年（棕色）      | Halo 1969年（棕色）             | Hail to Reason  | Turn-to        |
| 種馬 週日寧靜 1986年（棕色）      | Halo 1969年（棕色）             | Hail to Reason  | Nothirdchance  |
| 種馬 週日寧靜 1986年（棕色）      | Halo 1969年（棕色）             | Cosmah          | Cosmic Bomb    |
| 種馬 週日寧靜 1986年（棕色）      | Halo 1969年（棕色）             | Cosmah          | Almahmoud      |
| 種馬 週日寧靜 1986年（棕色）      | Wishing Well 1975年（棗色）     | Understanding   | Promised Land  |
| 種馬 週日寧靜 1986年（棕色）      | Wishing Well 1975年（棗色）     | Understanding   | Pretty Ways    |
| 種馬 週日寧靜 1986年（棕色）      | Wishing Well 1975年（棗色）     | Mountain Flower | Montparnasse   |
| 種馬 週日寧靜 1986年（棕色）      | Wishing Well 1975年（棗色）     | Mountain Flower | Edelweiss      |
| 繁殖雌馬 Millracer 1983年（棗色） | Le Fabuleux 1961年（栗色）      | Wild Risk       | Rialto         |
| 繁殖雌馬 Millracer 1983年（棗色） | Le Fabuleux 1961年（栗色）      | Wild Risk       | Wild Violet    |
| 繁殖雌馬 Millracer 1983年（棗色） | Le Fabuleux 1961年（栗色）      | Anguar          | Verso          |
| 繁殖雌馬 Millracer 1983年（棗色） | Le Fabuleux 1961年（栗色）      | Anguar          | La Rochelle    |
| 繁殖雌馬 Millracer 1983年（棗色） | Marston's Mill 1975年（深棗色） | In Reality      | Intentionally  |
| 繁殖雌馬 Millracer 1983年（棗色） | Marston's Mill 1975年（深棗色） | In Reality      | My Dear Girl   |
| 繁殖雌馬 Millracer 1983年（棗色） | Marston's Mill 1975年（深棗色） | Millcent        | Cornish Prince |
| 繁殖雌馬 Millracer 1983年（棗色） | Marston's Mill 1975年（深棗色） | Millcent        | Milan Mill     |
| 雌系：Infra Red系（號族：22-d）   |                                 |                 |                |
| 五代內近親交配：無                |                                 |                 |                |

## 命名由來
名字Fuji Kiseki（フジキセキ）可解作「富士山的奇石、輝石、軌跡、奇蹟」等意思，聯想自馬主齊藤四方司出生地靜岡縣富士市的名城富士山。

## 外部連結
- 富士奇蹟 netkeiba.com （页面存档备份，存于）
- 血統表 （页面存档备份，存于）